# Толстохвостая сумчатая мышь
Толстохвостая сумчатая мышь (лат. Pseudantechinus macdonnellensis) — вид из рода толстохвостых сумчатых мышей семейства хищные сумчатые. Эндемик Австралии.

## Распространение
Вид широко распространён в центральной части Австралии (на территории австралийских штатов Западная Австралия, Северная территория, Южная Австралия и небольшая изолированная популяция в Квинсленде).
Естественная среда обитания — скалистые районы со скудной растительностью. В более засушливых районах — районы с термитниками.

## Внешний вид
Длина тела с головой колеблется от 95 до 105 мм, хвоста — от 75 до 85 мм. Масса варьирует от 20 до 45 г. Спина покрыта серо-бурым волосяным покровом. Брюхо серовато-белого цвета. За ушами имеются участки красно-бурого цвета. Уши крупные, закруглённые. Основание хвоста утолщённое, в этой части расположены жировые отложения. Голова вытянутая с удлинённой мордой. Задние лапы широкие. Верхние три премоляра очень маленькие, на нижней челюсти отсутствуют.

## Образ жизни
Ведёт наземный образ жизни. Активность приходится на ночь, хотя в зимние месяцы часто греется на солнце. Днём, как правило, прячется в расщелинах или гнёздах, устраиваемых в термитниках.
Хищники. Основу рациона составляют насекомые и другие беспозвоночные.

## Размножение
Настоящая сумка отсутствует, вместо этого имеется складка кожи. Период размножения приходится на июнь-июль или август-сентябрь в зависимости от региона. Беременность длится 43 дня. На свет появляется до 6 детёнышей. Количество сосков у самки — 6. Молодняк отлучается от груди примерно через 106 дней. Половая зрелость наступает через 350 дней. Максимальная продолжительность жизни в неволе — 7 лет.